# 엥가딘
엥가딘(Engadin)은 스위스 남동부 최남단의 그라우뷘덴주에 있는 스위스 알프스 동부에 있는 길고 높은 알프스 계곡 지역으로 약 25,000명의 주민이 있다. 엥가딘은 인강의 경로를 따라 남서쪽의 말로야 고개에 있는 상류에서 대략 북동쪽으로 달리다가 인강이 오스트리아로 흘러들어갈 때까지 하류로 100km 미만이다. 인강은 이후 파사우에서 다뉴브강으로 흐른다. 다뉴브강은 흑해로 흘러드는 유일한 스위스의 강이다. 엥가딘은 사방이 높은 산맥으로 보호되며, 화창한 기후, 아름다운 풍경과 야외 활동으로 유명하다.

## 어원
로만슈 지명 Engiadina는 서기 930년에 라틴어 vallis Eniatina로 처음 증명되었다. 재구성된 민족명 * Eniates (켈트 접미사 -ates는 Licates 또는 Atrebates에서와 같이 "정착자, 거주자"를 나타냄)에서 파생된 것으로 첫 번째와 함께 제안되었다. En(Aenus (Enus))의 이름을 차례로 포함하는 민족명의 일부이다. 그 파생에 의해 이름은 문자 그대로 “인족들의 계곡”을 의미한다.

## 지리

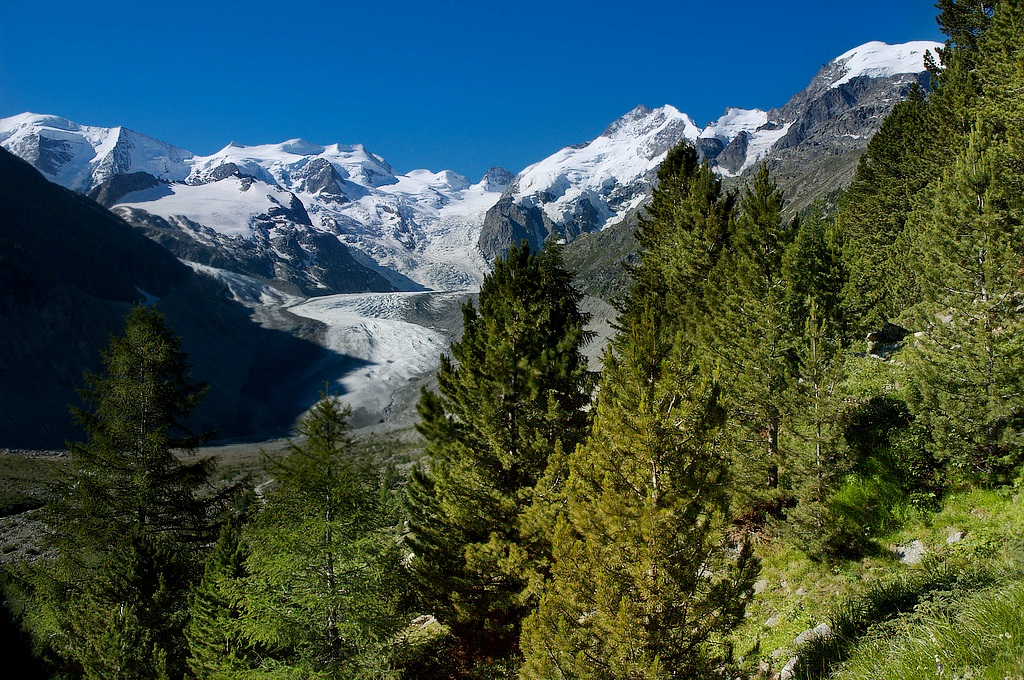
동부 알프스의 최고봉은 베르니나산맥에 있다.

엥가딘은 스위스의 가장 남동쪽 끝과 알프스 산맥 동부의 서쪽 끝에 위치한다. 동부 알프스 산맥의 서쪽 끝은 오스트리아 란덱 직전에 북서쪽으로 크게 굽은 후 다시 북동쪽으로 방향을 틀 때까지 인강이 배수하는 130km 길이의 계곡의 스위스 부분을 구성한다. (오스트리아 부분은 단순히 Inntal 또는 ‘인 계곡’이라고 불림) 말로야 고개(1,815m)에서 오스트리아 티롤 경계까지, 쉐르겐바흐가 인강으로 들어오기 직전에, 그것은 항상 해발 1,000m 이상의 100km 거리로 스위스 전역을 흘러간다.
엥가딘은 율리어 고개, 알불라 고개, 플뤼엘라 고개와 페라이나 터널로 스위스 북부와 그라우뷘덴주의 나머지 지역으로 연결된다. 이탈리아 북부에서 서쪽으로는 말로야 고개, 남쪽으로는 베르니나 고개를 통해 접근할 수 있다. 푸오른 고개를 통해 발뮈스테어 남부와 더 남쪽으로 국경을 넘어 이탈리아에서 베노스타 계곡(Val Venosta 또는 Vinschgau)까지 연결된다.
엥가딘의 넓은 지역에서 가장 높은 산은 남서부의 베르니나산맥이다. 엥가딘의 형성은 엥가딘 노선의 활동과 관련이 있다.
엥가딘은 전통적으로 두 부분으로 나뉜다.
1. 상부 엥가딘은 말로야 고개에서 브라일 근처의 델까지, 서쪽 계곡이 상당히 평평하게 유지되고, 쉬찬프까지 현저하게 넓다(최대 1.5km). 주요 중심지는 생모리츠이며, 관광 성수기인 겨울과 여름에는 매우 분주하다. 상부 엥가딘에서 전통적으로 사용되는 로만슈어 관용구는 푸테(Putèr)라고 불린다.
2. 하부 엥가딘은 브라일에서 동쪽 끝단의 오스트리아 국경까지 인강이 더 빨리 떨어지는 곳이다. 주시(Susch) 이후 더 동쪽으로 흐르고, 계곡은 더 좁고 가팔라지며, 인강의 경로는 더 구불구불하고, 지역은 훨씬 더 외딴곳이 되어, 더 조용하다. 주요 센터는 스쿠올(1,243m)이다. 하부 엥가딘에서 전통적으로 사용되는 로만슈어 관용구를 발라데(Vallader)라고 한다.

### 상부 엥가딘
상류 엥가딘은 남서쪽의 말로야 고개(1,815m)에서 시작하여 남서쪽-북동쪽: 실스 호수, 실바플래나 호수, 둘 다 생모리츠 호수와 함께 윈드서핑으로 유명하다. 남서쪽에서는 말로야 고개가 이탈리아어를 사용하는 브레갈리아 계곡까지 가파르게 내려간 다음 스위스-이탈리아 국경을 넘어 키아벤나 (325m)까지, 그리고 남쪽으로 코모까지 이어진다. 말로야와 그 위의 북서쪽, 룽힌 고개(2,645m) 근처에는 물이 인강을 거쳐, 다뉴브강을 거쳐, 마이라강을 거쳐, 흑해로 흘러 들어가는 서유럽에서 가장 주목할만한 삼중 유역이 있다. 그런 다음 포강을 통해 지중해로, 그리고 겔지아를 거쳐 라인강을 거쳐 마지막으로 북해로 흘러 들어간다.
약 1,800미터의 생모리츠 리조트는 산 무레잔(Lej da San Murezzan)에 자리 잡고 있다. 1928년과 1948년 동계 올림픽의 개최 도시였다. 코르바취봉 및 피츠 나이어(Piz Nair) 스키 지역이 있는 지역에는 수많은 스키 리조트가 있다.

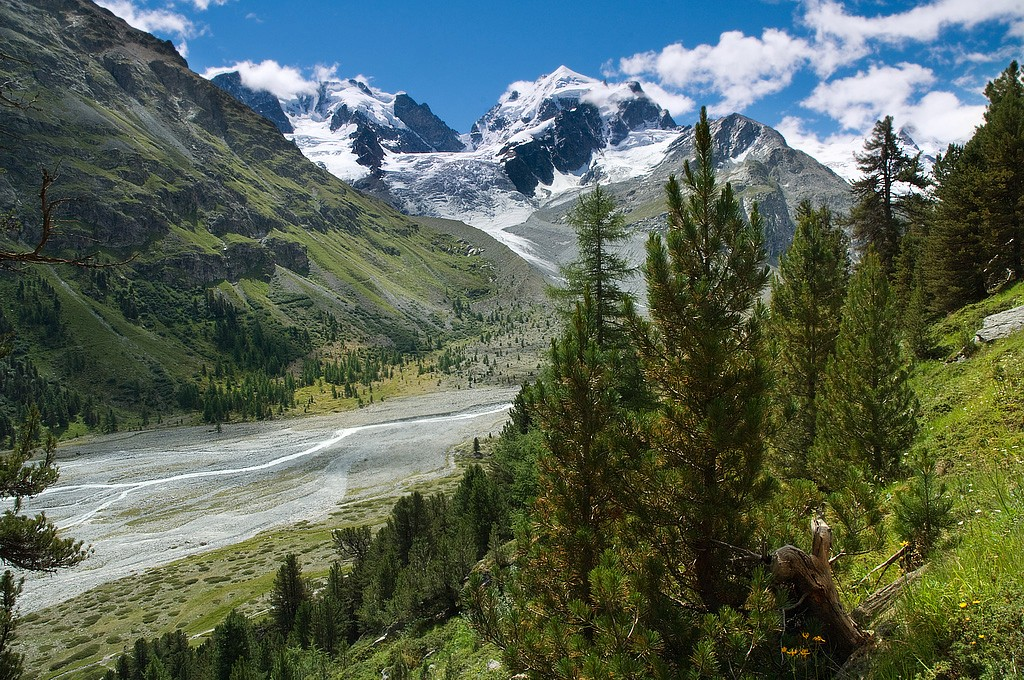
발 로제그, 폰트레시나의 남쪽

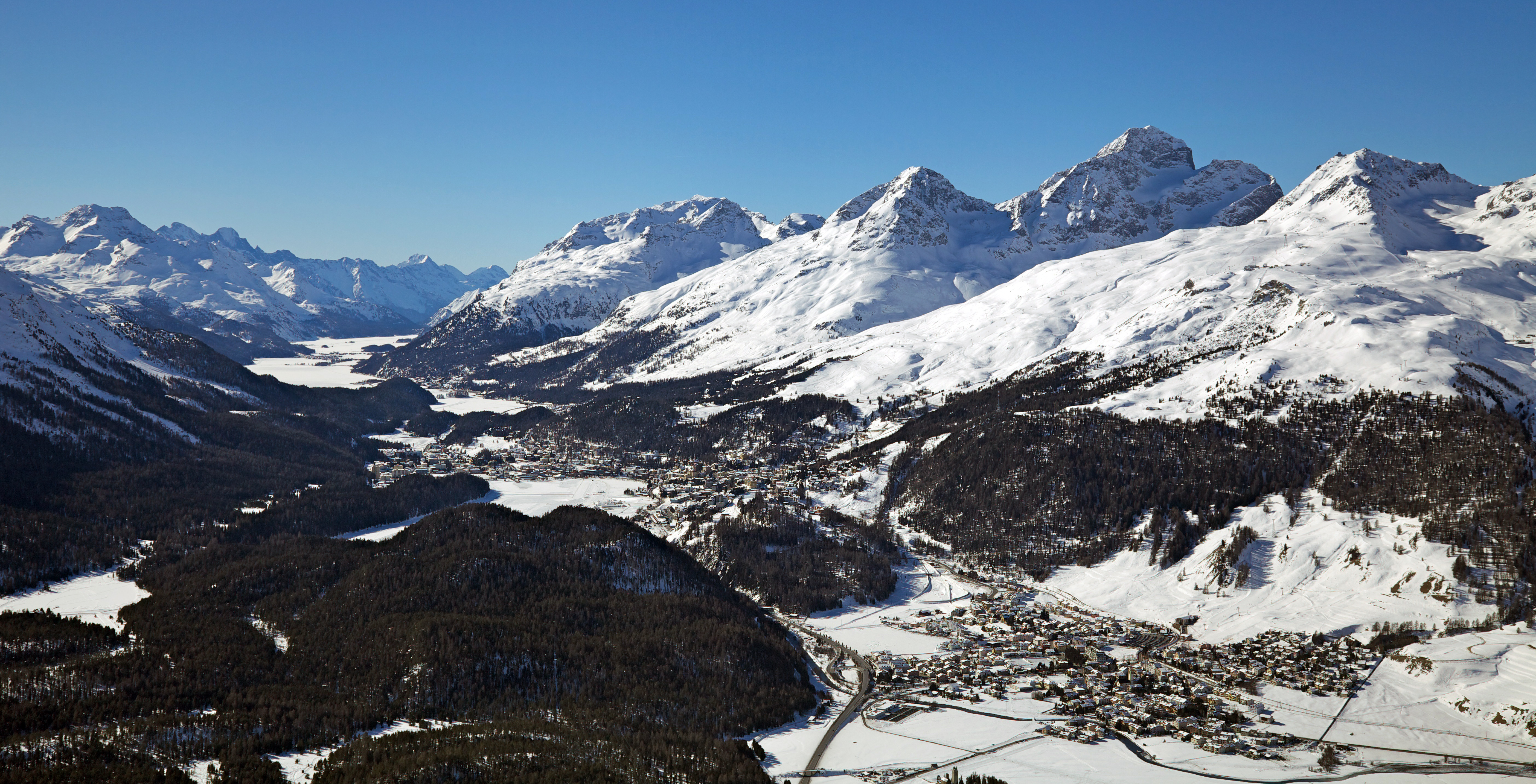
무오타스 무르갈에서 남서쪽으로 본 상부 엥가딘의 풍경

생모리츠의 북동쪽에는 상부 엥가딘의 수도인 사메단 마을이 있다. 사메단 근처에서 플라츠강은 남쪽에서 인강과 합류하고 계곡은 산으로 둘러싸인 넓은 초원으로 열린다. 플라츠강은 Ova da Roseg와 Ova da Bernina가 합류하는 폰트레시나에서 시작하여 베르니나 계곡을 따라 북쪽으로 흐르는 주요 지류이다. 여기, 두 강 사이의 평평한 곳에 엥가딘 공항도 있다.
엥가딘의 넓은 지역과 동부 알프스에서 가장 높은 산은 높이 4,049m, 생모리츠 남동쪽 15km인 피츠 베르니나이다.
사메단에서 북동쪽으로 더 내려가면 인강 제방을 따라 여러 마을이 있다. 그 중 하나가 추오츠(1,720m)로, 크고 두꺼운 돌과 석조 벽, 깔때기 모양의 창, 슈그라티토(sgraffito)라고 하는 벽화가 있는 전형적인 엥가딘 주택의 마을이다. 이 집은 크고 전통적으로 둘 이상의 가족이 공유하며 그 아래에는 마구간이나 가축 지역이 있을 수 있다. 전형적인 엥가딘 마을에는 일 년 내내 자유롭게 흐르는 수많은 분수가 있으며, 이전에는 식수, 세탁 및 가축 물 공급에 사용되었다.
래티셰 철도(RhB)의 적색 열차는 생모리츠와 사메단을 연결하고 북쪽의 알불라 터널을 통해 주로 남북축을 따라 운행하며 필리주어 및 투지스를 통해 상부 엥가딘을 연결하고, 결과적으로 주의 수도인 쿠어를 연결한다. 나머지 스위스, 그리고 남쪽으로 베르니나 고개(2,253m, 유럽에서 가장 높은 기차 횡단)를 통해 북쪽의 베르니나 계곡과 남쪽의 스위스이지만, 이탈리아의 티라노와 함께 붙어 이탈리아어를 사용하는 포스키아보 계곡을 통과한다.
RhB는 또한 스쿠올까지 상부 엥가딘과 하부 엥가딘을 연결하고, 1999년부터 페라이나 터널을 통해 클로스터스 및 프레티가우까지 하부 엥가딘을 연결한다. 스위스의 나머지 지역에 대한 또 다른 연결. 여름에는 알불라 고개도 자동차 여행을 위해 개방된다. 생모리츠 북쪽의 율리어 고개는 일년내내 엥가딘과 나머지 그라우뷘덴을 연결한다. 일반 포스트버스 스위스 노선은 상부 엥가딘과 이탈리아의 브레갈리아 계곡, 키아벤나를 연결하고 더 멀리 서쪽에 있는 스위스의 루가노까지 연결한다.

추오츠의 북동쪽 바로 옆에 쉬찬프 마을이 있다. 쉬찬프는 여관 옆에 있는 넓고 평평한 초원의 끝이다. 말로야에서는 매년 엥가딘 스키 마라톤이라는 유명한 대규모 크로스컨트리 스키 경주가 있다. 얼어붙은 호수와 열린 초원을 가로질러 쉬찬프에서 끝난다. 매년 11,000~13,000명의 스키어가 참가한다.
쉬찬프 아래에서 갑자기 풍경이 바뀐다. 이제 다소 거칠어진 인강은 가파른 벽이 있는 깊은 협곡을 통해 흐르고, 초원은 낙엽송 숲으로 바뀐다. 체르네츠에서 인 계곡이 다시 짧은 거리에 열린다. 체르네츠(1,470m)에서 푸오른 고개는 북쪽의 Val del Spöl을 통과하여 스위스 국립공원의 일부도 발견되는 남쪽으로 이동하여 이탈리아어를 사용하는 발뮈스테어 남쪽에 있다.
상부 엥가딘과 하부 엥가딘 사이의 경계는 브라일 근처의 델에 있다.

### 하부 엥가딘
점자로 하부 엥가딘 (로만슈어: Engiadina Bassa ; 독일어: Unterengadin)이 시작된다. 여기에서 마을은 더 이상 체르네츠를 제외하고 계곡 바닥에 위치하지 않지만, 빙하 기간 동안 형성된 햇볕이 잘 드는 테라스에서 더 높다.
북쪽으로 또 다른 기차 경로가 최근에 건설된 페라이나 터널을 통해 프래티가우의 클로스터스 (및 다보스)와 하부 엥가딘을 연결한다. 그리고 란트콰르트를 통해 쿠어 또는 취리히로 이동한다. 하부 엥가딘의 수도는 약 1,200m의 스키와 스파 리조트 스쿠올이다. 1912년 이전에 건설되지 않은 깊은 협곡과 같은 발다체라(Val da Tschera)를 통과하는 구불구불한 산악 도로인 엥가딘의 맨 끝에서 오스트리아 이쉬글(Ischgl)과 넓은 스키 지역을 공유하는 아주 외딴 면세 스키 리조트 삼나운과 연결된다.
잠나운(Samnaun)은 주요 계곡이나 그 옆 계곡에 있는 더 크고 더 작은 모든 마을과 정기 포스트버스 스위스 서비스로 스쿠올 또는 주요 계곡 위쪽의 다른 정류장에 있는 RhB역과 연결된다. 정기 버스 서비스는 마르티나와 오스트리아의 폰트(Pfunds)를 통해 스쿠올과 티롤리안 상부 인 계곡(Oberinntal)의 란덱- 참스를 연결한다. 여기에서 취리히 – 인스부르크 – 잘츠부르크 – 비엔나 사이의 주요 철도 노선을 만난다. 포스트버스 스위스는 또한 체르네츠의 주요 계곡을 발 뮈스테어와 연결하거나 더 나아가 남부-트롤리안 말스까지 연결한다. 그리고 이탈리아 버스 서비스로 마르티나를 통해 하부 엥가딘으로 돌아오거나 그 반대의 경우도 마찬가지이다.

## 인구통계
상부 엥가딘에서는 주로 스위스 외부(주로 이탈리아, 오스트리아, 독일)에서 관광과 관련된 사람들의 강력한 유입의 결과로, (스위스) 독일어와 이탈리아어 사용자 수는 로만슈어 사용자 수를 능가한다. 관광객이 많은 생모리츠 마을에는 로만슈어 사용자가 거의 없다. 하부 엥가딘에서 로만슈어는 여전히 가장 널리 사용되는 언어이지만, 거의 모든 사람들이 그리종 스위스 독일어와 (스위스의 다양한) 표준 독일어를 제2 및 제3 언어로 사용한다. 상부 및 하부 엥가딘의 대부분의 장소 표지판은 두 언어(독일어/이탈리아어 및 로만슈어)를 모두 표시한다.

## 호수
| 호수            | 면적     | 고도   |
| --------------- | -------- | ------ |
| 실스 호수       | 4.1 km2  | 1797 m |
| 실바플래나 호수 | 2.7 km2  | 1791 m |
| 참퍼 호수       |          |        |
| 생모리츠 호수   | 0.78 km2 | 1768 m |

## 전통
얼마나 오래되었는지는 아무도 모르지만 전통적인 겨울 말 썰매 타기는 매년 겨울에 열린다. 많은 썰매는 한 때 여러 세대에 걸쳐 이 지역에 살아온 지역 가족에게서 왔다. 그들의 마차가 예전만큼 거슬러 올라간다는 사실은 그 전통이 아마도 수세기 동안 존재해 온 전통임을 확인하는 데 도움이 된다.
썰매 타기(Schlittéda- Schlittenfahrt라는 단어는 동일한 의미를 가짐)는 많은 썰매로 구성되어 있으며, 각각은 추첨을 통해 한 쌍의 젊은 여성과 청년을 태우고, 한 대의 썰매는 음악가 또는 음악가 그룹을 태우고 세레나데를 연주한다. 라이더 및 동반 관객.
전형적인 검정과 빨강 엥가딘 드레스는 마을 사람들이 사용하며 말은 방울 외에도 깃털과 장식으로 장식되어 있다. 온종일 타는 동안 미리 계획된 정류장이 만들어지며 먹고, 춤추고, 술을 마신다. 밤이 되자 추첨을 통해 선발된 젊은 여성의 동반자를 그녀의 집으로 초대해 더 많은 축하 식사를 하게 된다.